# Aaron Sánchez (football)
Aarón Sánchez Alburquerque, né le 5 juin 1996 à Salamanque est un footballeur international andorran qui évolue au poste d'attaquant au SC Escaldes.